# الدوري القبرصي الدرجة الثانية 1962–1963
الدوري القبرصي الدرجة الثانية 1962–1963 هو الموسم 9 من الدوري القبرصي الدرجة الثانية. أقيم بتاريخ 29 ديسمبر 1962، وأشرف على تنظيمه اتحاد قبرص لكرة القدم، وكان عدد الأندية المشاركة فيه 10، وفاز فيه Panellinios Limassol ‏.